# Sangha Tissa I
Sangha Tissa I fou rei d'Anuradhapura (Sri Lanka) del 248 al 252, que va succeir a Vijaya II al que va assassinar amb suport de dos companys (Sanghabodi i Gothakabhaya) que el van elevar al tron.
Sangha Tissa I tenia la confiança del rei i fou nomenat comandant en cap de l'exèrcit i va aprofitar el càrrec pel seu cop de palau que el va portar al tron.
Va posar un nou chattra a la dagoba Ruwanwelisaya i quatre gemmes que van costar cadascuna cent mil (un lak) de peces de diner (massa) i va posar un anell de diamant al cim que servia de protecció pels llamps. També va oferir dos guarniments a cadascun dels quaranta mil sacerdots que van assistir a un festival en honor de la chattra. Igualment feia donar arròs als monjos cada dia a cadascuna de les quatre portes de la ciutat.
Fou enverinat pels habitants de la petita illa de Paenina cada cop més cansats de les freqüents visites del rei amb les dames de la cort i els seus ministres, dedicant-se a menjar les fruites de jambu que es cultivaven a l'illa. El va succeir el seu company lambakanna Sanghabodi que exercia com a comandant el cap de l'exèrcit.